# Петров, Лев Аркадьевич
Лев Арка́дьевич Петро́в (1908—1982) — советский архитектор-реставратор. Заслуженный архитектор РСФСР (1969), участник Великой Отечественной войны.

## Биография
В 1940 году окончил с отличием Московский Архитектурный институт. Во время учёбы проявил интерес к памятникам древнего зодчества. Ходил в студенческие экспедиции в Новгород, Армению, Грузию, изучал памятники архитектуры.
По окончании института работал в музее истории архитектуры СССР старшим научным сотрудником. Принимал участие в научных экспедициях.
Во время войны научная деятельность Петрова прервалась, он был призван в ряды Красной Армии.
Участвовал в боях за взятие Минска, Белостока, Инстербурга и Кенигсберга.
Был награждён орденом Отечественной войны II степени и орденом Красной звезды.
В 1946—1950-х Петров возглавил исследовательские и реставрационные работы в Управлении коменданта Московского Кремля. Под его руководством и авторском участии были выполнены работы по исследованию и реставрации башен и стен Кремля, соборов, Большого Кремлёвского дворца и малоизученного памятника — Ризположенской церкви.
Создал лабораторию стереофотограмметрии и сотрудничал с Московским институтом инженеров геодезии, аэрофотосъемки картографии.
В 1950-х годах — руководитель реставрационной мастерской Академии архитектуры СССР.
Сформировал комплексный подход к реставрации, научной методики работ и технологии реставрационного проектирования и организовал работу Научно-реставрационного совета ЦНРМ.
Возглавлял секцию изучения и охраны памятников Московского отделения Союза Архитекторов, член Градостроительного совета главного архитектора Москвы.
Работал с выдающимися реставраторами 1920—1930-х гг., такими как П. Д. Барановский, Л. А. Давид, Н. Н. Соболев и др.
Входил в состав ИКОМОС при ЮНЕСКО, Научно-методического совета по охране памятников культуры Министерства культуры СССР, Ученых советов музеев Московского Кремля, ГНИМА им. А. В. Щусева.
С 1969 года работал в Госгражданстрое СССР. Здесь он занимался подготовкой законодательных актов, который обеспечивали сохранения памятников архитектуры.
Состоял в КПСС. Входил в правление Московского отделения Союза архитекторов СССР.
Умер в июне 1982 года.

## Реставрация памятников архитектуры
- Башни Московского Кремля
- Большой Кремлёвский дворец
- Церковь Ризоположения XV в.
- Спасо-Андроников монастырь
- Знаменская церковь (Дубровицы)
- Шушенское (музей-заповедник)

## Награды и звания
- Заслуженный архитектор РСФСР (1969)[4]

## Память
В 2008 году в Союзе архитекторов состоялась выставка «К 100-летнему юбилею архитектора-реставратора Л. А. Петрова».